# 海因里希·申克

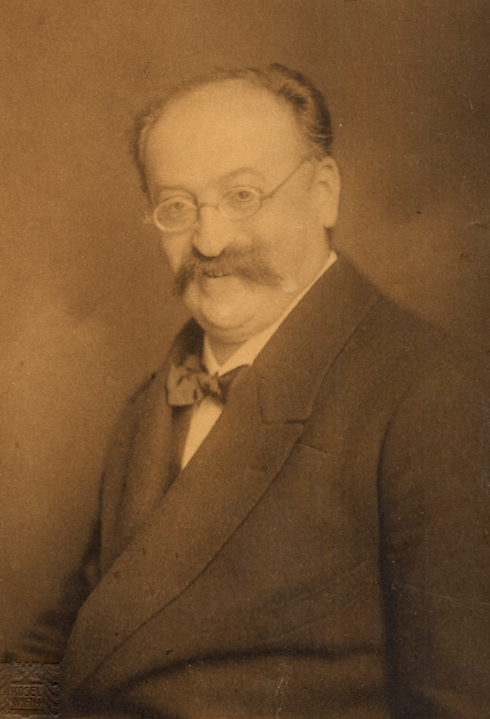
海因里希·申克

海因里希·申克（Heinrich Schenker ，1868年6月19日 - 1935年1月14日）是一位奥地利樂理和音乐分析學者。 曾在维也纳音乐与表演艺术大学学习音乐，師從恩斯特·路德维希、安东·布鲁克纳。他提出了申克分析。